# Sciadotenia brachypoda
Sciadotenia brachypoda är en tvåhjärtbladig växtart som beskrevs av Friedrich Ludwig Diels. Sciadotenia brachypoda ingår i släktet Sciadotenia och familjen Menispermaceae. Inga underarter finns listade i Catalogue of Life.